# Tömörkény
Tömörkény är en ort i Ungern.   Den ligger i provinsen Csongrád-Csanád, i den centrala delen av landet, 120 km sydost om huvudstaden Budapest. Tömörkény ligger 82 meter över havet och antalet invånare är 1 944.